# Барловци
Барловци (серб. Барловци / Barlovci) — село в общине Баня-Лука Республики Сербской Боснии и Герцеговины. Население составляет 736 человек по переписи 2013 года.